# Liste der Monuments historiques in Lannion
Die Liste der Monuments historiques in Lannion führt die Monuments historiques in der französischen Stadt Lannion auf.

## Liste der Bauwerke
| Bezeichnung                      | Beschreibung    | Standort                                        | Kennzeichnung | Schutzstatus   | Datum     | Bild           |
| -------------------------------- | --------------- | ----------------------------------------------- | ------------- | -------------- | --------- | -------------- |
| Bornes de corvée                 |                 | Zwischen Croix-rouge und Saint-Jean de Breschan | PA00089260    | Inscrit        | 1936      |                |
| Bornes de corvée                 |                 | Rue du Faubourg-de-Buzulzo (Lage)               | PA00089261    | Inscrit        | 1936      | weitere Bilder |
| Bornes de corvée                 |                 | Rue Saint-Nicolas (Lage)                        | PA00089262    | Inscrit        | 1936      |                |
| Bornes de corvée                 |                 | Rue de Tréguier (Lage)                          | PA00089263    | Inscrit        | 1936      |                |
| Chapelle du collège Saint-Joseph | Kapelle         | 38, rue Jean-Savidan (Lage)                     | PA00135254    | Inscrit        | 1995      | weitere Bilder |
| Kapelle Saint-Nicodème           |                 | 53, chemin de Kerwegan (Lage)                   | PA00089283    | Inscrit        | 1964      | weitere Bilder |
| Kapelle Saint-Roch               |                 | (Lage)                                          | PA00089278    | Classé         | 1930      | weitere Bilder |
| Schloss Kerivon                  |                 | (Lage)                                          | PA00089280    | Inscrit        | 1946 1992 |                |
| Cimetière clos de Servel         | Friedhof        | (Lage)                                          | PA00089284    | Inscrit        | 1927      | weitere Bilder |
| Ehemaliges Ursulinenkloster      |                 | 23, rue Jean-Savidan (Lage)                     | PA00089264    | Inscrit        | 1971      | weitere Bilder |
| Croix de Kervoënno               | Kreuz           | (Lage)                                          | PA00089285    | Inscrit        | 1964      | weitere Bilder |
| Kreuz                            | 17. Jahrhundert | Landstraße von Lannion nach Guingamp (Lage)     | PA00089282    | Inscrit        | 1927      | weitere Bilder |
| Kreuz                            | 18. Jahrhundert | (Lage)                                          | PA00089281    | Inscrit        | 1927      |                |
| Kirche in Loguivy                |                 | (Lage)                                          | PA00089309    | Classé         | 1909 1912 |                |
| Kirche Saint-Jean-du-Baly        |                 | (Lage)                                          | PA00089266    | Classé         | 1907      | weitere Bilder |
| Kirche La Trinité in Brélévenez  |                 | (Lage)                                          | PA00089279    | Classé         | 1909      | weitere Bilder |
| Fontaine des Cinq-Plaies         | Brunnen         | (Lage)                                          | PA00089286    | Inscrit        | 1927      | weitere Bilder |
| Haus                             |                 | 5, rue Émile-Letaillandier (Lage)               | PA00089270    | Classé         | 1948      | weitere Bilder |
| Haus                             |                 | 3, rue Geoffroy-de-Pont-Blanc (Lage)            | PA00089275    | Classé         | 1944      | weitere Bilder |
| Haus                             |                 | 1, rue des Chapeliers (Lage)                    | PA00089268    | Inscrit        | 1926      | weitere Bilder |
| Haus                             |                 | 3, rue des Chapeliers (Lage)                    | PA00089269    | Inscrit        | 1926      | weitere Bilder |
| Haus                             |                 | 7, rue Émile-Letaillandier (Lage)               | PA00089271    | Inscrit        | 1926      | weitere Bilder |
| Häuser                           |                 | 21 und 23, place du Général-Leclerc (Lage)      | PA00089272    | Inscrit        | 1926      | weitere Bilder |
| Haus                             |                 | 33, place du Général-Leclerc (Lage)             | PA00089274    | Inscrit        | 1927      | weitere Bilder |
| Maison du Chapelier              | Haus            | 29, place du Général-Leclerc (Lage)             | PA00089273    | Classé         | 1963      | weitere Bilder |
| Fachwerkhaus                     |                 | 20, rue des Capucins                            | PA00089267    | Inscrit        | 1930      | weitere Bilder |
| Manoir de Crec’h Ugien           | Herrenhaus      | 28, place du Marc’hallac’h (Lage)               | PA00089276    | Inscrit        | 1973      | weitere Bilder |
| Manoir Kerprigent                | Herrenhaus      | (Lage)                                          | PA00089288    | Inscrit        | 1980      | weitere Bilder |
| Manoir de Kervégan               | Herrenhaus      | 45/47, chemin de Kerwegan (Lage)                | PA00089287    | Inscrit        | 1964      | weitere Bilder |
| Manoir de Langonaval             | Herrenhaus      | 15bis, rue de Kerampont (Lage)                  | PA00089277    | Inscrit Classé | 1925 1983 | weitere Bilder |
| Kloster Sainte-Anne              |                 | Rue de Kérampont (Lage)                         | PA00089265    | Inscrit        | 1964      | weitere Bilder |

## Liste der Objekte

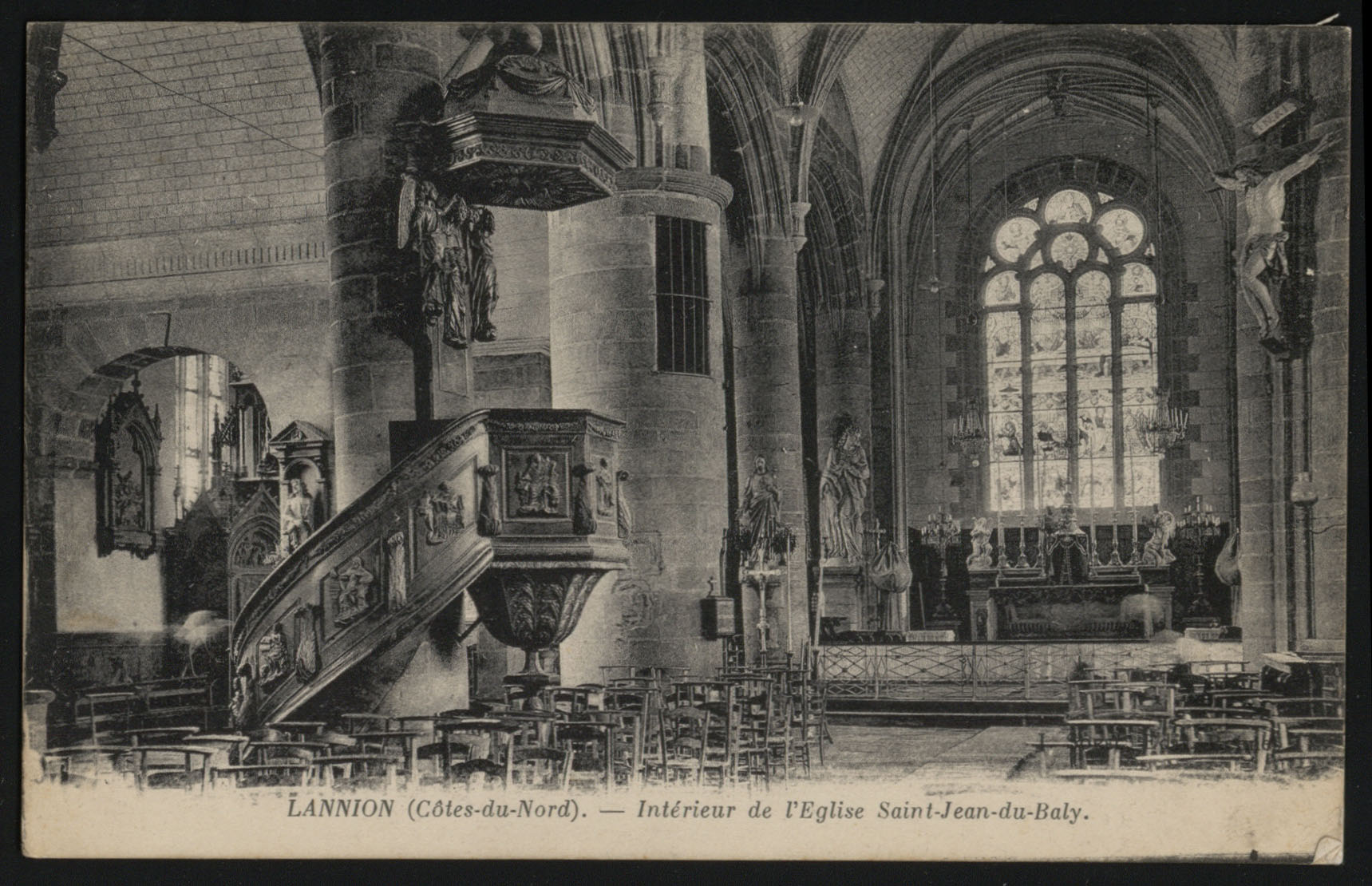
Innenansicht der Kirche Saint-Jean-du-Baly (Postkarte, um 1910)

- Monuments historiques (Objekte) in Lannion in der Base Palissy des französischen Kultusministeriums